# Borgs församling (före 1803)
Borgs församling var en församling  i Linköpings stift i nuvarande Norrköpings kommun. Församlingen uppgick 1803 i Borg och Löts församling.

## Administrativ historik
Församlingen har medeltida ursprung och uppgick 1803 efter införlivning 1802 med Löts församling i Borg och Löts församling.
Församlingen var åtminstone till 1540 moderförsamling i pastoratet Borg och Löt, för att därefter till 1696 utgöra ett eget pastorat. Från 1696 till 1803 var församlingen åter moderförsamling i pastoratet Borg och Löt.

## Kyrkoherdar
Mellan 1584 och 1693 var även kyrkoherdarna i Borgs församling hospitalpredikanter i Norrköping.
| Ämbetstid | Namn                         | Levnadstid | Övrigt                                                                      |
| --------- | ---------------------------- | ---------- | --------------------------------------------------------------------------- |
|           | Öijarus                      |            | Kyrkoherde.                                                                 |
| 1371      | Bero Laurentii               |            | Curatus.                                                                    |
| 1527      | Ericus Arvidi                |            | Kyrkoherde.                                                                 |
| 1584      | Laurentius Erici             |            | Kyrkoherde.                                                                 |
| 1589      | Andreas Nicolai              |            | Kyrkoherde och hospitalspredikant.                                          |
| 1593-1594 | Petrus Claudii               |            | Kyrkoherde och hospitalspredikant.                                          |
| 1611-1625 | Thorerus Nicolai             | -1625      | Kyrkoherde och hospitalspredikant.                                          |
| 1626-1639 | Petrus Erici (Wadstenensis)  | -1639      | Kyrkoherde och hospitalspredikant.                                          |
| 1639-1646 | Olaus Sunonis                | 1604-1680  | Kyrkoherde och hospitalspredikant. Senare kyrkoherde i Vimmerby församling. |
| 1647-1653 | Hermannus Hermanni Schilling | 1588-1653  | Kyrkoherde och hospitalspredikant.                                          |
| 1655-1676 | Andreas Kimstadius           | 1604-1676  | Kyrkoherde och hospitalspredikant.                                          |
| 1678-1688 | Leonardus Axius              | 1640-1688  | Kyrkoherde och hospitalspredikant.                                          |
| 1689-1693 | Daniel Drothenberg           | 1657-1693  | Kyrkoherde och hospitalspredikant.                                          |
| 1695-1719 | Jonas Usdorphius             | 1652-1719  |                                                                             |
| 1719-1735 | Anton Münchenberg            | 1680-1743  | Senare kyrkoherde i Vreta Klosters församling.                              |
| 1735-1771 | Petrus Trysén                | 1689-1771  | Kyrkoherde och kontraktsprost.                                              |
| 1773–1784 | Olof Wong                    | 1732–1793  | Senare kyrkoherde i Vikingstads församling.                                 |
| 1784-1803 | Nils Kjellén                 | 1730-1808  |                                                                             |

## Klockare
| Ämbetstid | Namn                | Levnadstid | Övrigt   |
| --------- | ------------------- | ---------- | -------- |
| 1664-1696 | Pär Larsson Boklard |            | Klockare |
| 1711-1712 | Pehr                |            | Klockare |
| 1714–1742 | Anders Persson      | 1664-1742  | Klockare |
| 1745-1751 | Torsten Larsson     | 1705-1751  | Klockare |
| 1753-1759 | Michel              |            | Klockare |
| 1759–1804 | Adam Lagervall      | 1733–1804  | Klockare |

## Församlingskyrka
- Borgs kyrka